# Claudia Rothová
Claudia Benedikta Rothová (* 15. května 1955 v Ulmu) je německá politička, v letech 2001 až 2002 a opět v letech 2004 až 2013 jedna ze dvou spolupředsedů politické strany Spojenectví 90/Zelení, od roku 2008 vedle Cema Özdemira.

## Život
Vyrostla v Babenhausen u Memmingenu. Její otec byl zubním lékařem a matka učitelkou. Kvůli postoji katolické církve k roli ženy celá rodina z církve vystoupila. V roce 1974 složila úspěšně maturitní zkoušku na Simpert-Kraemer-Gymnasiu v Krumbachu. Po dvou semestrech přerušila studium divadelní vědy na univerzitě v Mnichově a následně pracovala jako asistentka dramaturga ve Státním divadle Švábsko v Memmingenu. Byla také činná na městských pódiích v Dortmundu a v Hoffmannově Comic divadle (HCT) v Unna. Od roku 1982 byla manažerkou rockové skupiny Ton Steine Scherben u Ria Reisereho až do doby, než se skupina o dva roky později kvůli dluhům rozpadla.

### Politická dráha

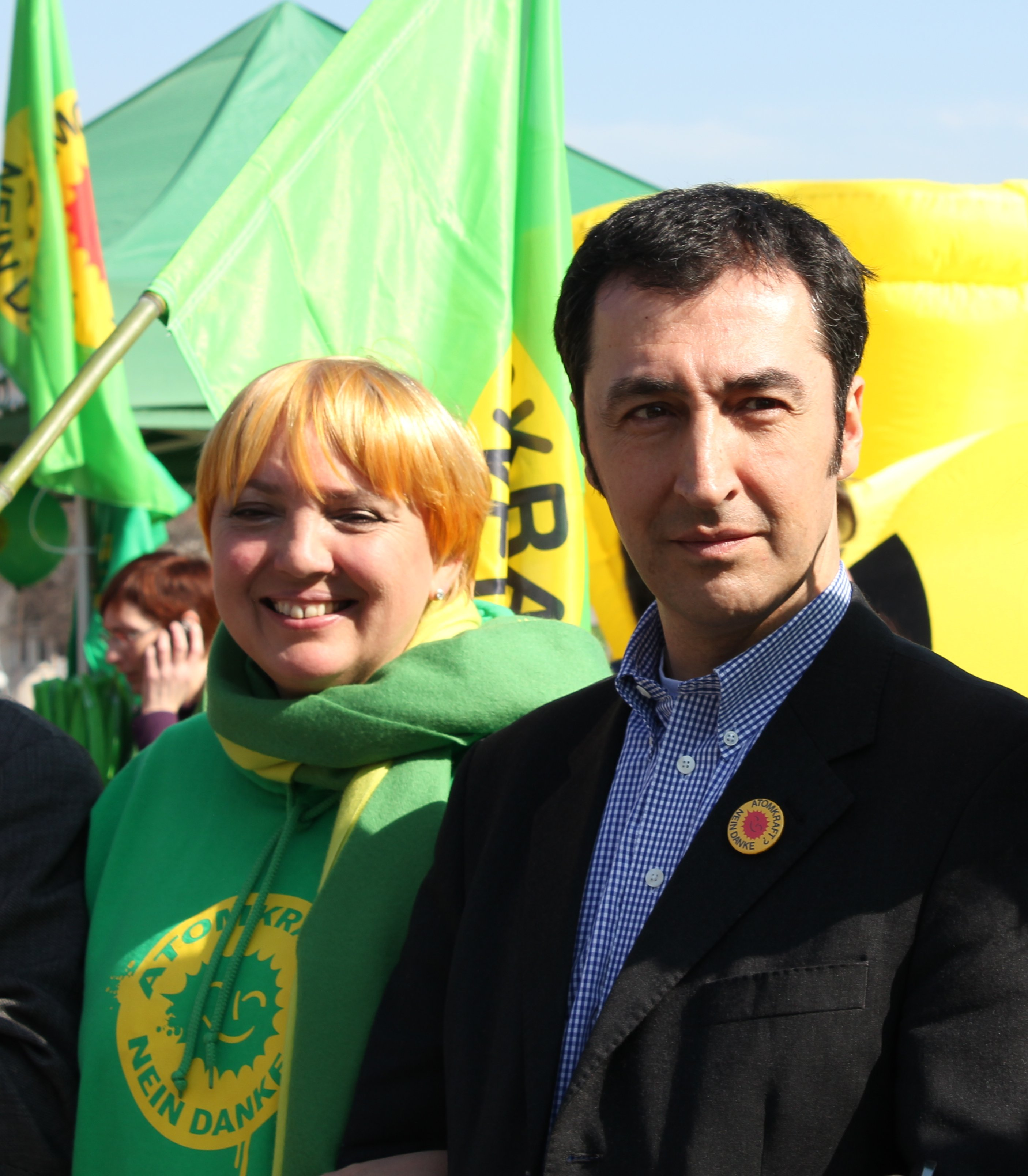
Claudia Roth a Cem Özdemir

V letech 1971 až 1990 byla členkou uskupení Mladých demokratů. Od roku 1987 patří ke straně Zelených. V rozmezí let 1985 až 1989 pracovala jako tisková mluvčí parlamentní strany Zelení.
Dne 9. března 2001 byla poprvé zvolena celoněmeckou spolupředsedkyní Spojenectví 90/Zelení. Zároveň byla také mluvčí tzv. "zelených političek" této strany. Vzhledem k tomu, že se po parlamentních volbách roku 2002 nechtěla vzdáti získaného mandátu v Bundestagu a vzhledem k proběhlému celoněmeckému sjezdu Zelených, kde bylo potvrzeno pravidlo neslučitelnosti stranické funkce s funkcí poslance Bundestagu, se vzdala r. 2002 následující kandidatury na spolupředsedkyni strany.
Na dalším celoněmeckém sjezdu německých Zelených 23. května 2003 však toto pravidlo neslučitelnosti spolupředsedy strany a poslance již neobstálo a na volebním sjezdu 2. října 2004 opět kandidovala na spolupředsedkyni strany. Byla se 77,8 % hlasů vedle Reinharda Bütikofera potvrzena na pozici spolupředsedkyně Spojenectví 90/Zelení. Dne 2. prosince 2006 byla se 66 % hlasů znovuzvolena a 15. listopadu 2008 s 82,7 % potvrzena v této funkci vedle nového spolupředsedy Cema Özdemira. Dne 20. listopadu 2010 se ziskem 79,3 % hlasů opětovně tento post obhájila. Mezitím se stala političkou s nejdelší dobou vykonávání této funkce v historii strany Spojenectví 90/Zelení.
Dne 10. listopadu 2012 utrpěla tvrdou porážku při vnitrostranické volbě dvojice lídrů pro německé parlamentní volby 2013, kdy skončila za Jürgenem Trittinem, Katrinou Göringovou-Eckardtovou a Renatou Künastovou s 26% hlasů až na 4. místě. Přesto se rozhodla opět kandidovat na spolupředsedkyni (spolumluvčí) strany. 17. listopadu 2012 byla na stranickém sjezdu v této funkci potvrzena a to svým historicky nejlepším výsledkem, kdy pro ni hlasovalo 88,5 % přítomných delegátů.

## Poslankyně
V letech 1989 až 1998 byla poslankyní Evropského parlamentu a od roku 1994 zde byla předsedkyní Frakce zelených politických stran. Spolupracovala také ve Výboru pro lidská práva a vnitřní záležitosti.

## Veřejné funkce
Od března 2003 do října 2004 byla zmocněnkyní vlády pro lidská práva a humanitární pomoc ve 2. kabinetu Gerharda Schrödera. Od října 2013 do prosince 2021 byla viceprezidentkou německého Spolkového sněmu. Od prosince 2021 je Federální komisařkou pro kulturu a média.

## Kontroverze
Claudia Rothová se rozhodla přerušit minutu ticha, za imigrantem zavražděnou čtrnáctiletou dívkou, kterou zahájil poslanec Thomas Seitz z Alternativy pro Německo (AfD). Podle ní se jednalo o porušení jednacího řádu.